# Havberg
Havberg är en bebyggelse, belägen 4 kilometer nordväst om tätorten Skurup i Skurups socken i Skurups kommun. Från 2015 avgränsar SCB här en småort.